# Afsluitdijk

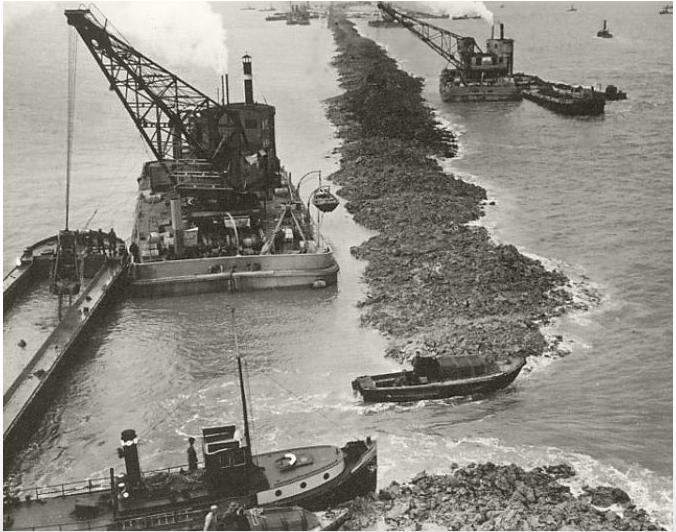
L'Afsluitdijk en construcció.

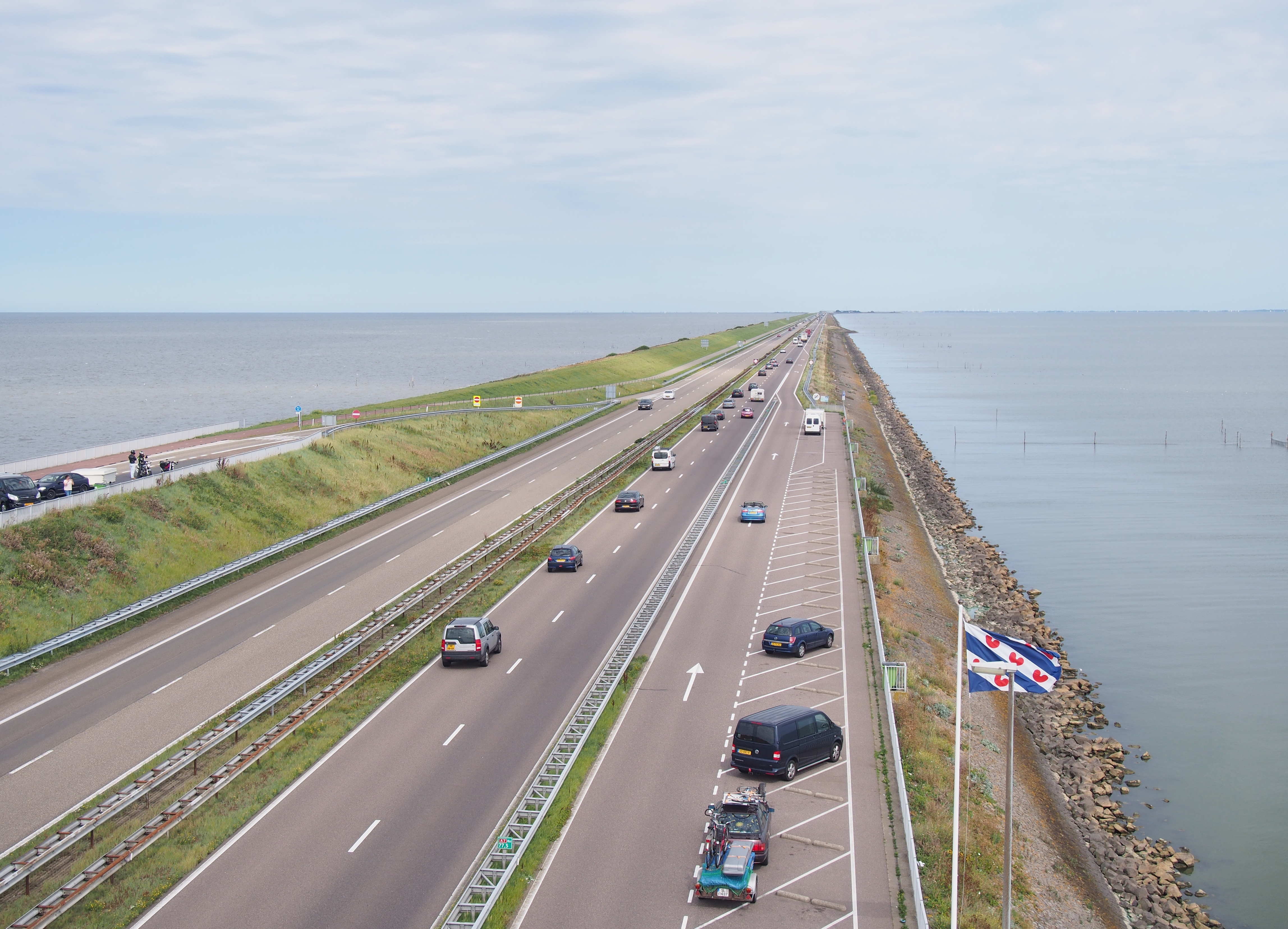
Vista de l'Afsluitdijk en direcció la província de Frísia (al nord).

L'Afsluitdijk (dic de tancament) és un dic que connecta el nord d'Holanda del Nord amb la província de Frísia, als Països Baixos, tot tancant l'IJsselmeer, separant-lo del Mar de Wadden.
Té una longitud de 32 km amb una amplada de 90 m, i una alçada original de 7,25 m sobre el nivell del mar. Tot i que inicialment estava previst que per sobre seu hi passessin tant una via de tren com una carretera, al final, l'espai de la primera fou aprofitada per l'eixamplament de la segona, que actualment és una autopista de dos carrils per banda (l'A7 o E22).

## Història i importància
El 1886 s'establí per part de notables locals l'Associació del Zuiderzee amb l'objectiu de determinar si era possible el seu tancament i polderització. L'enginyer Cornelis Lely n'era un membre prominent i dissenyà el 1891 el primer pla de tancament. El 1913, mentre Lely era ministre d'obres públiques, el programa de polderització fou adoptat pel govern, malgrat les protestes del sector pesquer. El 1916 unes inundacions per culpa dels temporals i marees meteorològiques que periòdicament afectaven les localitats de la zona foren l'element detonant per a l'aprovació del projecte, que s'esdevingué el 1918 al parlament neerlandès.
El juny 1920 s'obrí a concurs la primera part de les obres: la construcció d'un dic de 2,5 km connectant Holanda del Nord amb l'illa de Wieringen. Amb aquest projecte s'adquirí molta experiència per a la posterior execució de la totalitat de l'obra.
La construcció del tram principal començà el gener del 1927. Es treballava a quatre llocs diferents: ambdós extrems i dues illes especialment construïdes per a l'obra: Breezand i Kornwerderzand, ja en el traçat del dic. El material més emprat foren heterogènies restes morèniques glacials, que a més d'haver-se demostrat millors que sorra o argila pures, tenien l'avantatge de ser bastament disponibles tant a Holanda com amb el simple dragatge del fons del Zuiderzee. Els fonaments del dic són blocs de pedra enfonsats.
El mètode de construcció fou essencialment marítim, amb vaixells abocant el material morènic en dues línies paral·leles tot seguint el traçat previst. L'espai entre elles era omplert amb sorra fins que emergia, i llavors es recobria amb encara una gruixuda capa de material morènic. El dic naixent era llavors reforçat des de terra amb roques basàltiques i malles. Finalment, se n'apujava la cota amb sorra i argila, on es plantava herba.
La construcció progressà més ràpidament que no estava previst; tres punts de la traça on hi havia profunds canals on els corrents de la marea eren molt marcats no resultaren tan problemàtics com s'esperava. Per mitjà d'una darrera cullerada de material morènic, el 28 de maig de 1932, dos anys abans del que estava previst, el Zuiderzee desaparegué definitivament, i esdevingué l'IJsselmeer (si bé el canvi de nom no fou adoptat fins 4 mesos després, i encara era lògicament salat). Després dels treballs d'acabament i poliment, l'Afsluitdijk fou oficialment inaugurat el 25 de setembre de 1933.
La quantitat de material emprada s'estima en 23 milions de m³ de sorra i 13,5 milions de m³ de material morènic. Durant l'execució, entre 4.000 i 5.000 obrers hi treballaren contínuament, tot alleujant els problemes d'atur que seguiren la Gran Depressió.
A l'època en què es realitzà la construcció no hi havia ordinadors, i, en general, els mitjans emprats foren molt simples comparats amb els disponibles avui en dia. Com a màxim, les rescloses i seccions foren primer construïdes a escala i assajades. És per això que aquesta es considera una de les fites de l'enginyeria civil, i establí definitivament els Països Baixos com un dels capdavanters en enginyeria marítima arreu del món.

## Rescloses
Als dos extrems té complexos de rescloses, que permeten tant el pas de vaixells com l'evacuació de l'aigua sobrant del Zuiderzee. Des de 1998 però, hom creu que la seva capacitat ja no és suficient, i des del 2001 s'està buscant una localització per un tercer complex de rescloses. Les raons per a la seva realització són la pujada del nivell del mar (cosa que dificulta l'evacuació de l'aigua), l'erosió del fons i un increment del cabal de l'IJssel que força a augmentar les quantitats a evacuar. Després d'ajornaments per problemes financers per culpa de la mala situació econòmica del país, hom preveu que les obres comencin el 2008 i estiguin acabades el 2013.